# 新港車站 (PATH)
新港車站（英語：Newport station），曾稱「帕沃尼亞-新港」、「帕沃尼亞」或「埃利」，是美國紐新港務局過哈德遜河捷運（PATH）系統的地鐵站，位於新澤西州澤西城新港鎮坊廣場（曾為帕沃尼亞大道）華盛頓林蔭路角落，設有只在平日營運的霍博肯－世界貿易中心線與雜誌廣場－33街線，以及只在週末營運的雜誌廣場－33街線 (經霍博肯)。截至2010年，估計平日有此站有17,000至18,000名乘客使用。

## 車站結構
此站有兩條軌道，設有一個服務南行列車的島式月台以及一個服務北行列車的側式月台。日間和黃昏時，往霍博肯與33街的列車使用側式月台。深夜時所有往世界貿易中心與雜誌廣場的列車都使用島式月台。
| G         | 街道層                         | 出入口 |
| B1        | 夾層                           | 閘機、單向閘機 |
| B2 月台層 | 南行                           | 雜誌廣場－33街線 往雜誌廣場（格羅夫街） · 雜誌廣場－33街線 (經霍博肯) 往雜誌廣場（格羅夫街） · 霍博肯－世界貿易中心線 往世界貿易中心（交易廣場） |
| B2 月台層 | 島式月台，只限南行列車左側開門 | |
| B2 月台層 | 北行                           | 雜誌廣場－33街線 往33街（克里斯多福街） · 雜誌廣場－33街線 (經霍博肯) 往33街（霍博肯） · 霍博肯－世界貿易中心線 往霍博肯（總站）                 |
| B2 月台層 | 側式月台，右側開門             | |

## 外部連結
- PATH - Newport （页面存档备份，存于）
- Hudson & Manhattan Railroad/Hudson Tubes
- Town Square Place entrance from Google Maps Street View （页面存档备份，存于）
- Platforms from Google Maps Street View